# Vlaanderen (Franse provincie)

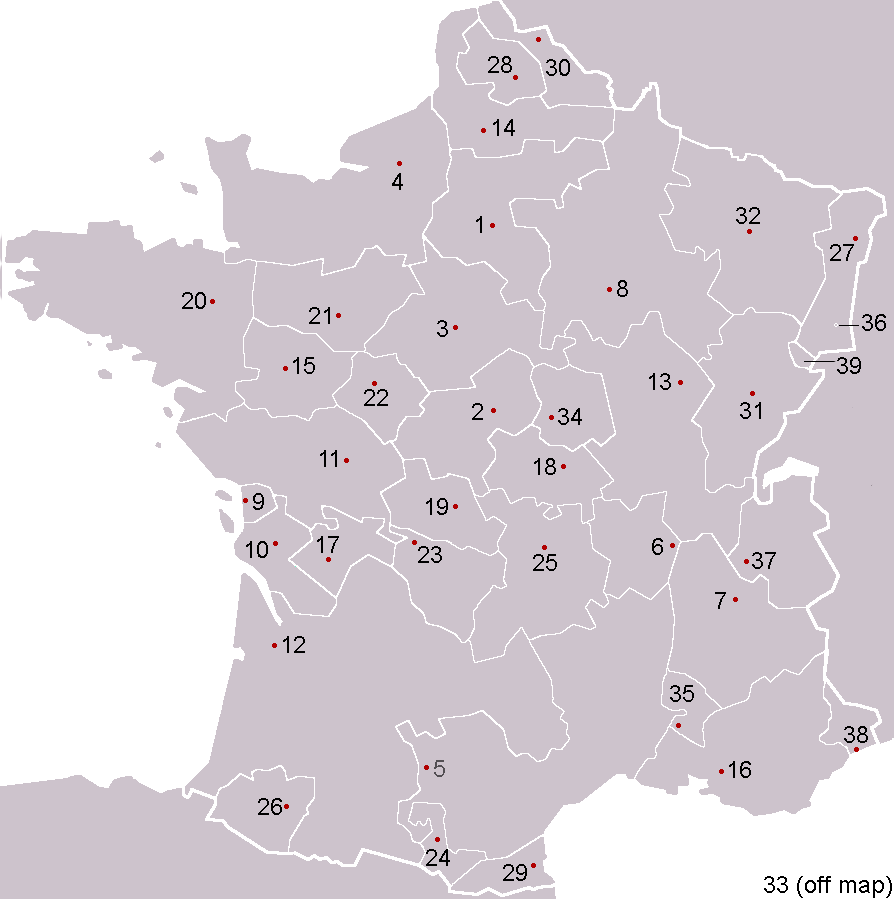
Provincie Vlaanderen (nr. 30)

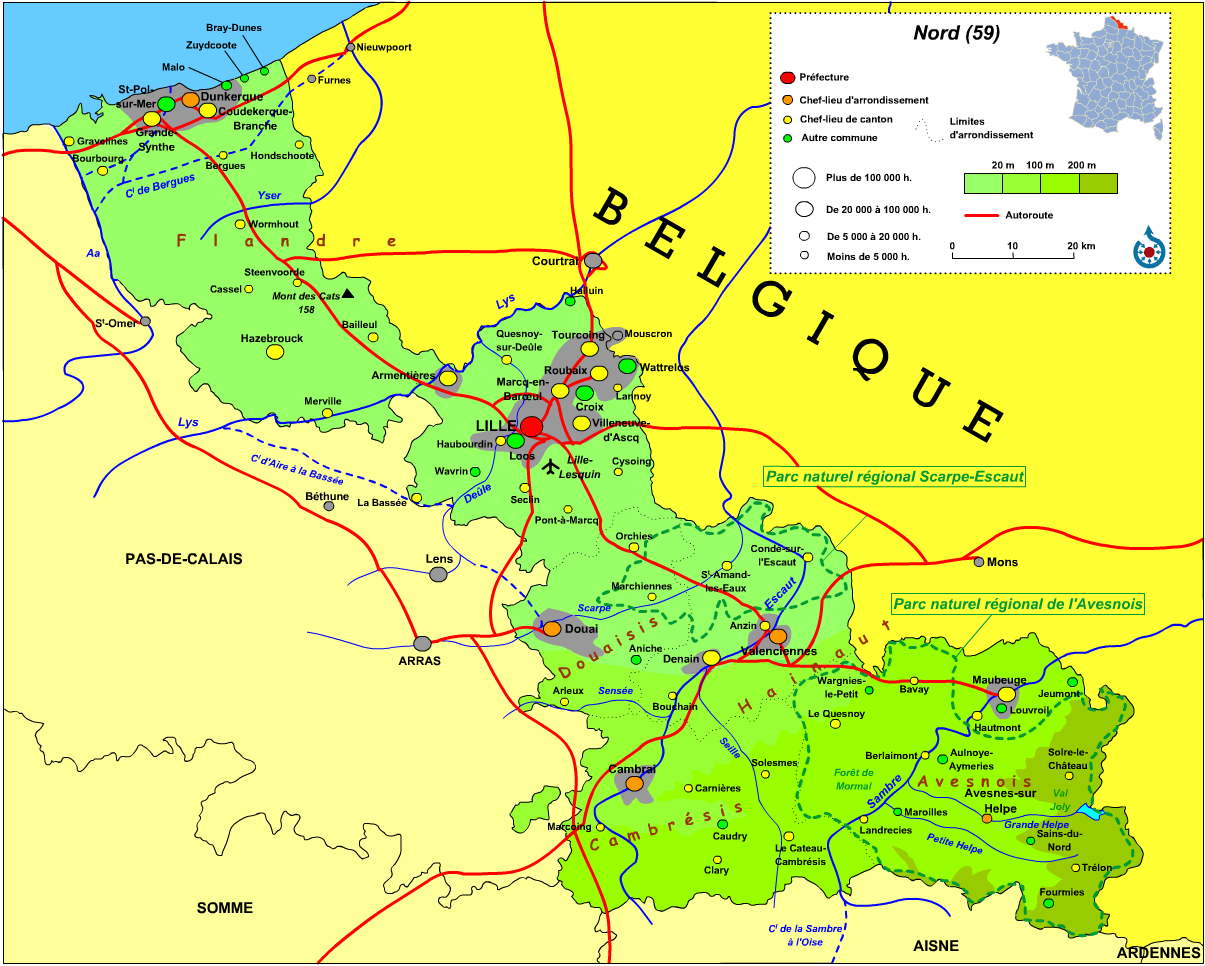
De provincie Vlaanderen kwam overeen met het huidige Noorderdepartement

Van 1676 tot 1789 bestond een Franse provincie, of preciezer een gouvernement, met de naam Vlaanderen, bij de creatie geheten Gouvernement de Flandre. De op de noordgrens veroverde gebieden omvatten, in tegenstelling tot wat de naam doet vermoeden, niet alleen de Franse veroveringen in het graafschap Vlaanderen en het hiertoe behorende Doornik, maar ook delen van Henegouwen en Kamerijk. Het geheel komt in grote mate overeen met het in 1790 gecreëerde Noorderdepartement. De provincie Vlaanderen grensde verder aan de Noordzee in het westen en aan de provinciën Artesië in het zuiden en Picardië in het zuidoosten.

## Voorgeschiedenis
Historisch waren de feodale gewesten ten westen van de Schelde een leen van het koninkrijk Frankrijk. Het ging om het graafschap Vlaanderen, het graafschap Artesië en het prinsbisdom Kamerijk. Met de Damesvrede van Kamerijk (1529) werden zij losgemaakt van de Franse leenband. Later werden trouwens de andere gewesten van de Zeventien Provinciën ook losgemaakt van hun leenband met het Heilige Roomse Rijk, d.m.v. de Pragmatieke Sanctie (1549), hoewel ze wel (als kroondomein) onderhorig bleven aan de keizer.

## Herovering
Zonnekoning Lodewijk XIV van Frankrijk kon deze situatie niet accepteren en begon aan de herovering van zijn Nederlandse provincies op basis van afspraken met Frederik Hendrik van Oranje die werden neergelegd in een geheim bilateraal verdelingsplan van de Zuidelijke Nederlanden. Dit was het begin van een oorlog om de Frans-Nederlandse grens, die bijna onophoudelijk zou voortduren. Onder Lodewijk XIV, die regeerde van 1643 tot 1715, werden de Nederlanden minstens zeven keer aangevallen en werd de grens van de Franse provincie Vlaanderen voortdurend verlegd, in de ene of de andere richting. Ook na Lodewijk XIV zouden de Fransen geregeld hun oog op de Zuidelijke Nederlanden laten vallen, zoals bijvoorbeeld in de Oostenrijkse Successieoorlog (1740-1748), tijdens de Eerste Coalitieoorlog (1792-1797) en bij de Belgische Revolutie (1830-1839). De grens van de provincie Vlaanderen zou na 1713 nauwelijks meer veranderen en het langgerekte Noorderdepartement omvat nog altijd hetzelfde gebied.

### 1635-1659
In 1635 intervenieerde Frankrijk in de Dertigjarige Oorlog aan de zijde van de Protestantse Unie en kwam daarmee automatisch in oorlog met het Spaanse Rijk. Tijdens deze zogenaamde Franse fase van de oorlog (1635-1639) drongen de Franse troepen tot diep in de Zuidelijke Nederlanden door. Het was de uitgesproken bedoeling het Staatse leger tegen Spanje te steunen en de Spaanse Nederlanden onder elkaar te verdelen. Toch zat er voorlopig geen gebiedswinst in, maar bij de vrede van Münster (1648) ging de Frans-Spaanse Oorlog gewoon door.
De rest van de oorlog werd voor een groot deel aan de Frans-Nederlandse grens uitgevochten en de Fransen veroverden daarbij het hele kustgebied tot Duinkerke. Deze gebiedswinst werd met de Vrede van de Pyreneeën (1659) bevestigd. Bijna de hele provincie Artesië met Atrecht en Bethune werd een Franse provincie. Ook het graafschap Boulogne, een stuk van Henegouwen, en een stuk Vlaamse kust kwamen in Franse handen, daarnaast ook de Luxemburgse grensstreek met de 'Nederlandse' steden Thionville, Montmédy en Damvillers.

### 1667-1668
Nog geen acht jaar na de Vrede van de Pyreneeën, in juni 1667, viel Frankrijk opnieuw de Zuidelijke Nederlanden aan, die snel onder de voet werden gelopen. Het lukte ten slotte de Republiek om in een Triple Alliantie met engeland en Zweden de Franse opmars een halt toe te roepen. Lodewijk XIV moest zich terugtrekken maar met de Vrede van Aken (1668) behield hij toch hele stukken grensgebied, de Nederlandstalige steden Sint-Winoksbergen, Veurne, Menen, Kortrijk en Oudenaarde, de Franstalige steden Rijsel, Armentiers, Dowaai, Doornik en Aat, en enclaves rond Binche en Charleroi.

### 1672-1679
Amper vier jaar later raakten Frankrijk en de Republiek weer betrokken in een grootschalige oorlog. Opnieuw was het de Franse bedoeling grote stukken Nederlands gebied in te palmen. De Fransen veroverden Maastricht in juni 1673 nadat zij Brabant en Vlaanderen geplunderd hadden. Na opnieuw te zijn teruggedrongen richtte de Franse aanval zich in de slotfase van deze oorlog opnieuw op de volgende lijn van de Nederlandse grensverdediging, de versterkte vestingen in het binnenland, van Kamerijk over Valencijn tot Sint-Omaars. Willem III van Oranje voerde een leger van 32.000 manschappen aan dat Sint-Omaars te hulp snelde. De Slag bij Kassel (1677) of de Slag aan de Penebeek draaide uit op een Franse overwinning. Het gevolg van deze veldslag was dat bij de Vrede van Nijmegen (1678) het sticht Kamerijk van het Heilige Roomse Rijk naar Frankrijk overgeheveld werd en dat opnieuw een groot stuk van Vlaanderen met Sint-Omaars, Kassel, Belle en Ieper Frans werd.
Nu werd met dit Frans geworden deel van Vlaanderen, met Kamerijk en met Frans-Henegouwen de Franse provincie Flandres gevormd, met als hoofdstad Rijsel.

### 1683-1684
Deze oorlog, die opnieuw om de Nederlandse grens werd uitgevochten, eindigde met het Bestand van Regensburg. De Fransen moesten Kortrijk en Diksmuide ontruimen.

### 1688-1697
Opnieuw viel Frankrijk de Nederlanden binnen. Zo werd in 1695 Brussel beschoten en grotendeels verwoest. Bij de Vrede van Rijswijk (1697) mocht Lodewijk XIV Straatsburg behouden, maar in de Nederlanden was er geen gebiedswinst. Integendeel, de Republiek kreeg het recht om in zogenaamde barrièresteden in de Zuidelijke Nederlanden militairen te legeren.

### 1701-1714
In deze grote Europese oorlog was het Frankrijk alweer in de eerste plaats om de Zuidelijke Nederlanden te doen. In 1708 veroverden de Fransen Gent en Brugge, maar in de Slag bij Oudenaarde werden zij verslagen en het Nederlandse leger bezette de Frans-Vlaamse hoofdstad Rijsel. Bij de Vrede van Utrecht (1713) moest Frankrijk een heel stuk van Vlaanderen teruggeven, maar Rijsel werd na vijf jaar Nederlandse beheersing weer ontruimd.
De grens van 1713 is, op enkele kleine correcties na, de grens gebleven tussen Franse provincie Flandre (later het
Noorderdepartement) en de Nederlanden (later België).

## Instellingen
Institutioneel was er eerder sprake van meerdere provincies met eigen privileges en statenvergaderingen. Dit weerspiegelde zich aanvankelijk ook in de bestuurlijke indeling: er waren aparte intendanties voor Hainaut (1659), Flandre wallonne (1668) en Flandre maritime (1668). Enkel het ressort van de Conseil souverain de Tournai oversteeg deze provincies, maar dat was elders in het land ook gangbaar: parlementen bedienden dikwijls meerdere provincies.
Volgens het douanetarief van 1671 vormden de in het noorden veroverde gebieden samen een tolunie, die was afgescheiden van de rest van Frankrijk. Een gelijkaardig territorium werd in 1676 ook samengebracht in een andere bestuurslaag met eerder politiek-ceremonieel belang, het Gouvernement de Flandre. Fiscaal kwam er vanaf 1691 een généralité die al deze gebieden bestreek en ook Artesië omvatte. In 1715 werden de twee Vlaamse intendanties samengebracht in de Intendance de Flandre. Er groeide dus een groter geheel dat de historische provincies begon te overstijgen, zij het met verschillen naargelang het bestuursniveau. De instellingen van de provincies, net als de provincies zelf, werden met de Franse Revolutie in 1789 afgeschaft. Uit het gebied van de intendanties Flandre en Hainaut ontstond vervolgens met de nodige aanpassingen het Noorderdepartement.

## Gouverneurs
De gouverneurs(-generaal) van Flandre vervulden, met uitzondering van de eerste twee, eerder een protocolaire rol dan een politiek-militaire:
- 1676-1694: Louis de Crevant, hertog van Humières
- 1694-1711: hertog Louis-François de Boufflers
- 1711-1747: hertog Joseph-Marie de Boufflers (effectief vanaf 1722)
- 1747-1751: hertog Charles-Joseph-Marie de Boufflers
- 1751-1787: prins Charles de Rohan-Soubise
- 1787-1789: Charles-Eugène-Gabriel de La Croix, markies van Castries

## Voetnoten
1. ↑  Lettres-patentes du 4 Juillet 1676, portant érection des pays de Flandre en gouvernement de province, sous le titre de Flandre